# Stanisław Tarwid
Stanisław Tarwid (ur. 6 kwietnia 1890, zm. 1982 w Londynie) – polski inżynier i urzędnik kolejowy.

## Życiorys
Absolwent Instytutu Politechnicznego w Petersburgu (1913). Pełnił służbę w polskim kolejnictwie m.in. w charakterze urzędnika w Dyrekcji Kolei w Radomiu (1929), z-cy naczelnika Wydziału Eksploatacyjnego Dyrekcji Kolei w Radomiu, naczelnika Wydziału Eksploatacyjnego DOKP we Lwowie (1930-), dyrektora Dyrekcji Kolei w Radomiu (1936-1938) oraz w Krakowie (1939).
W 1929 wygłosił referat na V Międzynarodowym Kongresie Naukowej Organizacji w Paryżu. Publikował na łamach czasopism m.in. pt. „Inżynier Kolejowy”, w którym był członkiem Komitetu Redakcyjnego (1936), oraz „Przegląd Organizacji”.